# Тополь лавролистный
Тополь лавролистный (лат. Populus laurifolia) — вид лиственных деревьев из рода Тополь (Populus) семейства Ивовые (Salicaceae).
В зелёном строительстве используют в одиночных посадках; пригоден для посадки вдоль автомобильных и железных дорог и у водоёмов.

## Ботаническое описание
Дерево высотой 10—20 (до 25) м, с шатровидной кроной. Побеги и молодые ветви соломенно-жёлтые или желтовато-бурые, обычно с тремя продольными, крыловидными рёбрами. У старых экземпляров кора в нижней части ствола глубокотрещиноватая, тёмно-серая; кора старых ветвей зеленовато-бурая, гладкая.
Почки продолговато-яйцевидные, острые, длиной 1—2 см, клейкие. Листья при основании округлые или широко-клиновидные, к концам постепенно заострённые, по краю мелкогородчато-пильчатые; листовая пластинка побегов узкая, ланцетно-дельтовидная; ветвей — яйцевидная или продолговато-яйцевидная, длиной 6—15 см, шириной 2—7 см. Черешки длиной до 6 см, почти цилиндрические, сверху по всей длине желобчатые. Прилистники рано опадающие, яйцевидно-ланцетные или ланцетные, острые.
Серёжки негустые; прицветники бахромчато-надрезанные, голые или слабо ресничатые, яйцевидные или почти округлые, длиной 3—5 мм. Тычинки в числе 60—65; пыльники пурпурные; рыльца широколопастные: завязь длиной до 6 мм, бородчато-голая.
Цветение в конце апреля и в мае. Плодоношение в июне—июле.

## Распространение и экология

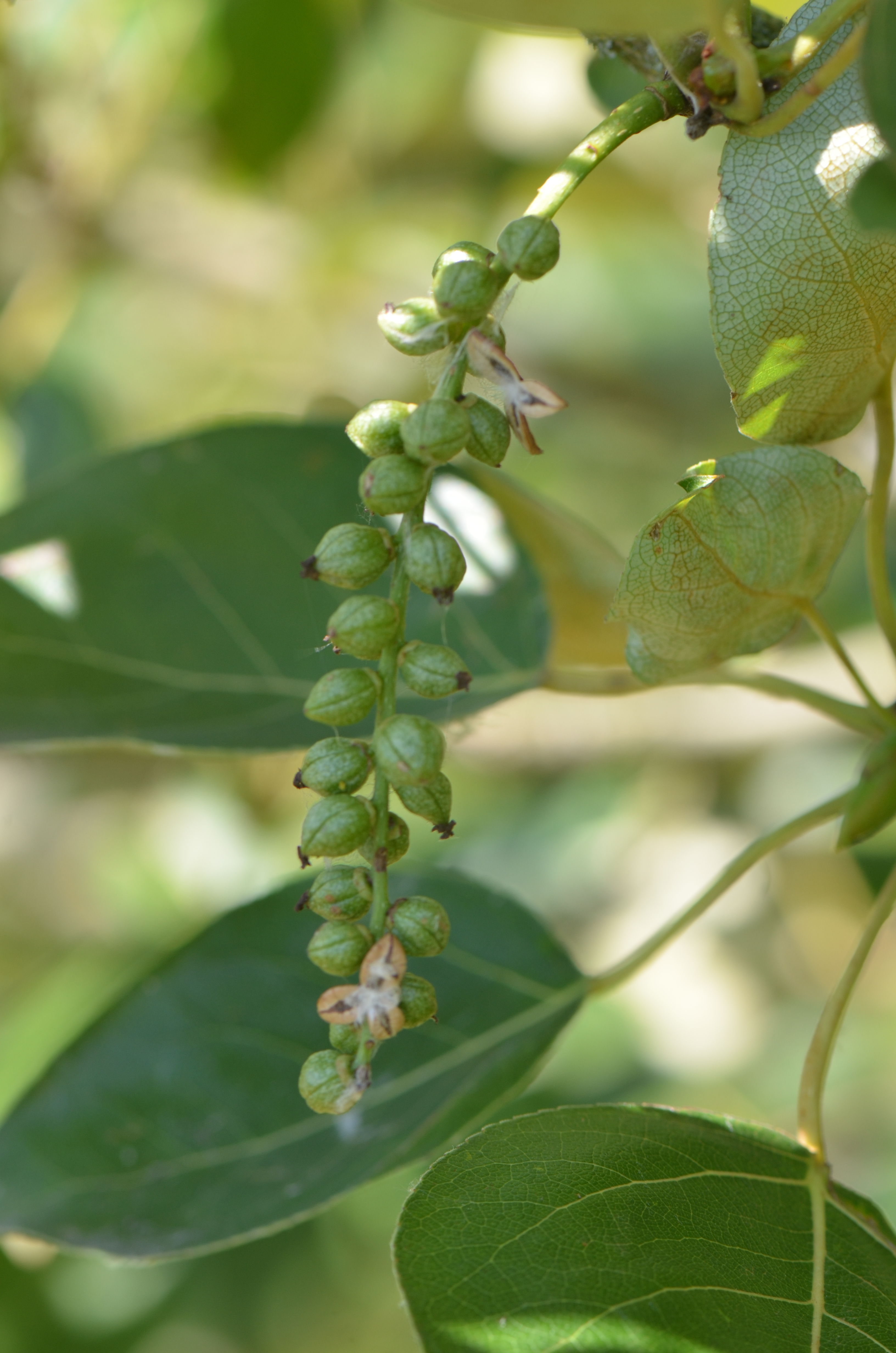
Плоды

В природе ареал вида охватывает Западную и Восточную Сибирь (до Ангары), восточные районы Казахстана (предгорья южного Алтая и Джунгарского Алатау); северные и северо-западные районы Монголии; северные районы Китая (Внутренняя Монголия, Синьцзян-Уйгурский автономный район). В культуре, на территории России, широко распространён за пределами своего естественного ареала — от 60° с. ш. (широта Санкт-Петербурга) и до степной зоны.
Встречается по долинам рек, на галечниках, в уремах, на прибрежных песках, при хорошем увлажнении по щебнистым горным склонам.
Отличается большой зимостойкостью. Недостаточно засухоустойчив. Вполне пригоден для разведения в лесостепной и лесной зонах. В первые годы растёт медленнее других видов. 
Хорошо размножается семенами и зимними стеблевыми черенками.

## Классификация

### Таксономия
- Populus laurifolia Ledeb., 1833, Fl. Altaic. 4: 297

Вид Тополь лавролистный включается в род Тополь (Populus) семейства Ивовые (Salicaceae) порядка Мальпигиецветные (Malpighiales), последовательно входящего в более крупные клады Фабиды → Розиды → Суперрозиды → Эвдикоты → Цветковые растения. Таксономическая схема в соответствии с Системой APG IV по состоянию на июнь 2024 года:
|  |                          |  |                                   |                                   |                  |  | еще 35 семейств | еще 35 семейств |                         |  |  |  | еще 100 подтвержденных видов и 240 видов, ожидающих подтверждения |
|  |                          |  |                                   |                                   |                  |  | еще 35 семейств | еще 35 семейств |                         |  |  |  | еще 100 подтвержденных видов и 240 видов, ожидающих подтверждения |
|  |                          |  |                                   | порядок Горечавкоцветные          |                  |  |                 |                 | род Тополь              |  |  |  |                                                                   |
|  |                          |  |                                   | порядок Горечавкоцветные          |                  |  |                 |                 | род Тополь              |  |  |  |                                                                   |
|  | клада Цветковые растения |  |                                   |                                   | семейство Ивовые |  |                 |                 | вид Тополь лавролистный |  |  |  |                                                                   |
|  | клада Цветковые растения |  |                                   |                                   | семейство Ивовые |  |                 |                 |                         |  |  |  |                                                                   |
|  |                          |  | ещё 63 порядка цветковых растений | ещё 63 порядка цветковых растений |                  |  |                 | еще 55 родов    | еще 55 родов            |  |  |  |                                                                   |
|  |                          |  |                                   | ещё 63 порядка цветковых растений |                  |  |                 |                 | еще 55 родов            |  |  |  |                                                                   |

### Синонимы
Некоторые ботаники предлагали рассматривать вид в качестве разновидности тополя бальзамического или тополя душистого, хотя в современной системе APG IV такой подход не поддерживается.
- Populus suaveolens Fisch. var. macrocarpa Schrenk, Enum. Pl. Nov. 2: 16. 1842.
- Populus balsamifera L. var. laurifolia Kuntze, Revis. Gen. Pl. 2: 642. 1891.
- Populus macrocarpa (Schrenk) Pavlov & Lipsch., Sovetsk. Bot. 1: 21. 1934.

### Гибриды
Является одним из родителей ряда гибридных видов тополя:
- Populus × berolinensis K.Koch — Тополь берлинский
- Populus × moskoviensis R.I.Schröd. — Тополь московский
- Populus × rasumowskiana (R.I.Schrod. ex Regel) Dippel — Тополь Разумовского
- Populus × woobstii (R.I.Schrod. ex Regel) Dode — Тополь Вобста